# MTV Hits (Europa)
MTV Hits es un canal de televisión por suscripción internacional operado por Paramount Networks EMEAA. Fue creado el 27 de mayo de 2014 basando su programación en la emisión de vídeos musicales de artistas pop del momento.

## Historia
Nació como reemplazo del canal MTV Hits producido por ViacomCBS Networks UK & Australia para el Reino Unido e Irlanda, cuya cobertura ya había sido extendida al resto de Europa.
El 31 de julio de 2015, el canal reemplazó a su canal homónimo italiano.
El 17 de noviembre de 2015, inició sus emisiones la versión en francés del canal. Como consecuencia la versión europea del canal cesa la transmisión en Francia, Suiza y Bélgica. Esta nueva versión reemplazó las versiones en francés de MTV Base, MTV Pulse y MTV Idol.
El 17 de enero de 2017, fue suprimido de Monaco Telecom.
El 1 de octubre de 2017, MTV Hits, MTV Dance y MTV Rocks Europa dejaron de emitir en el Benelux.
El 3 de octubre de 2017, el canal reemplazó a VIVA en Hungría.
El 2 de mayo de 2020, fue suprimido de la plataforma Sky Italia.
El 5 de agosto de 2020, el canal reemplazó a MTV Hits en Latinoamérica.
El 1 de agosto de 2024, el canal inicia una nueva programación, se fusiona con MTV Hits UK, ocupando su lugar y unificando las listas de reproducción.